# Orophus martinicus
Orophus martinicus är en insektsart som först beskrevs av Henri Saussure och Francois Jules Pictet de la Rive 1898.  Orophus martinicus ingår i släktet Orophus och familjen vårtbitare. Inga underarter finns listade i Catalogue of Life.